# Сотовый свод

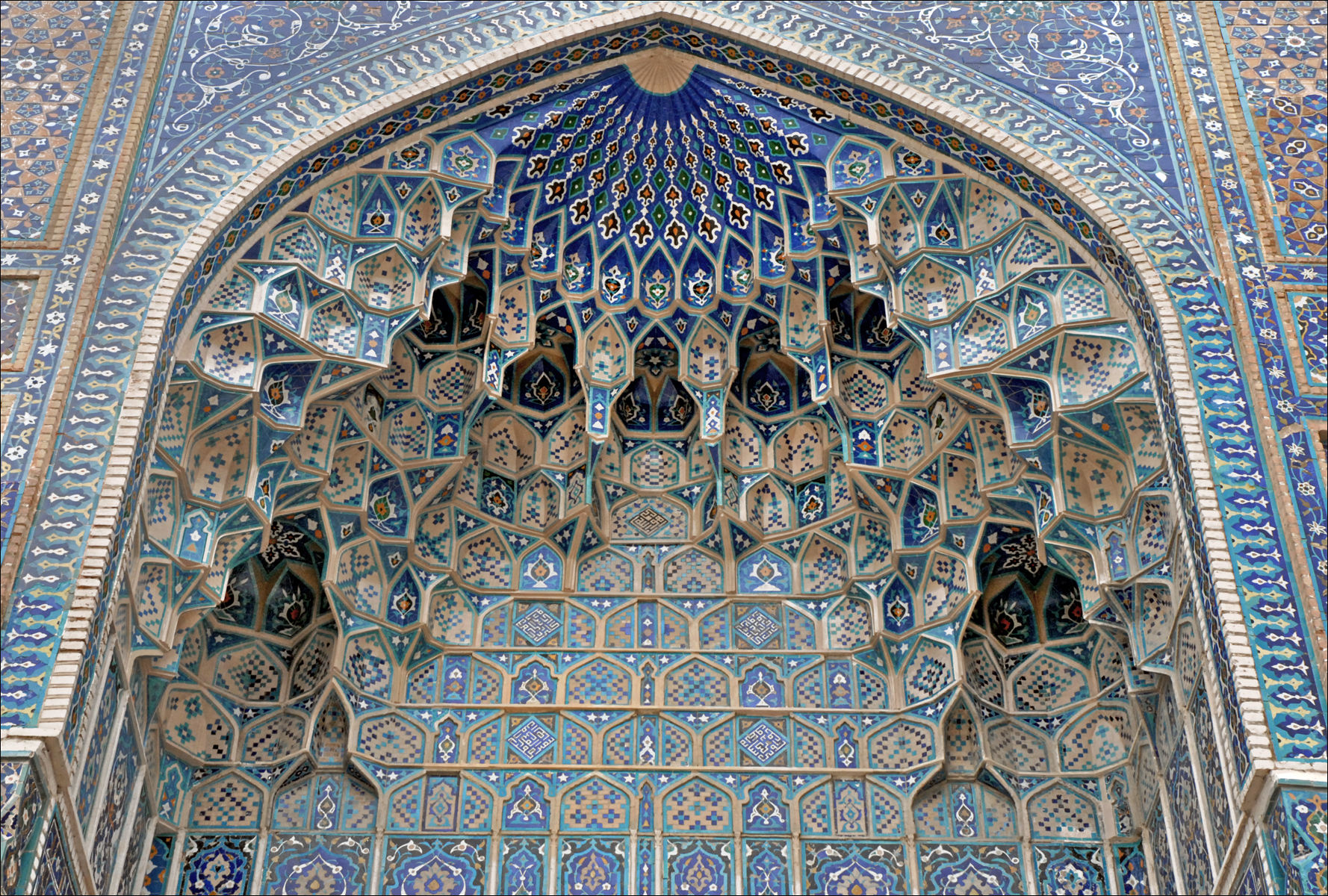
Фрагмент экстерьера мавзолея Тамерлана Гур-Эмир (1404 год) в Самарканде, Узбекистан

Сотовый свод, мукарны, мукарнасы (перс. مقرنس‎, исп. almocárabe , тур. mukarnas от араб. مقرنص‎), сталактиты — характерный элемент традиционной арабской и персидской архитектуры; разновидность складчатого свода из замкнутых перегороженных складок в виде ромбических гранёных впадин-гексагонов, пирамидальных углублений, похожих на восковые пчелиные соты или на сталактиты.

## Архитектура
Данная ячейка — элемент свода также называется собственно мукарной или сотой. Эти ячейки образуют декоративные выступы призматической формы, которые нависают друг над другом. Мукарны могут использоваться в качестве архитектурного элемента (создавать свод) или иметь только орнаментальную функцию.

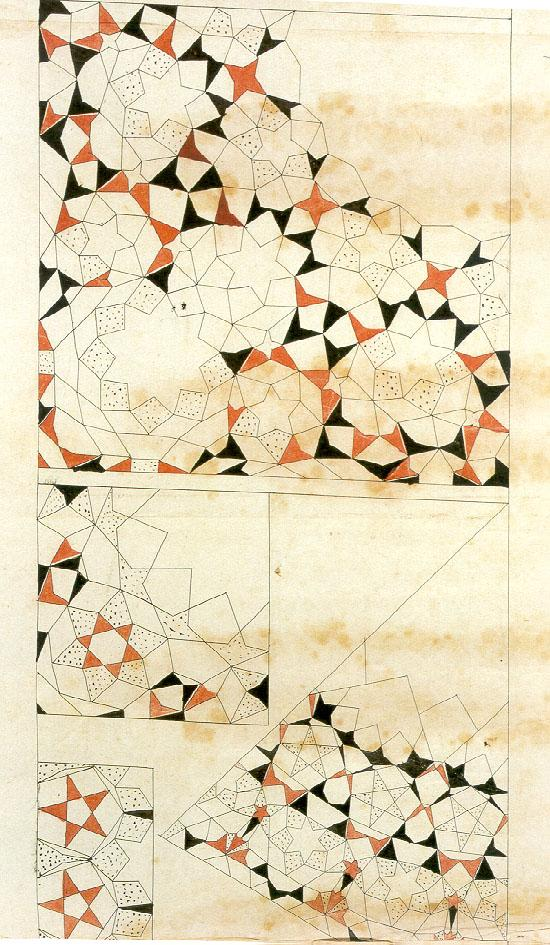
План-проекция ячеек в сотовом своде

«Соты»-мукарны имеют форму небольших ниш, расположенных в определённой конструкции ярусами. Они могут быть выполнены из камня, кирпича, штукатурки или дерева. Они часто используются для куполов, карнизов, тромпов, арок и сводов — на тех поверхностях, которые европейская архитектура оставляет гладкой. Двухмерная проекция элементов сотового свода представляет собой основные геометрические формы: квадрат, равнобедренный треугольник, ромб, половину ромба (равнобедренный треугольник с короткой диагональю ромба в качестве основания), восьмиугольник и т. д.
Тимуридский учёный XV века Гийат аль-Дин Масул Ал-Каши (ок. 1380—1429) описывает мукарны следующим образом:

Мукарна — это ячейка, похожая на пирамиду с фацетами (гранями) и плоской крышкой. Каждая грань пересекает прилегающую к ней либо под прямым углом, либо на его половину, либо на их сумму или же любую другую комбинацию этих двух углов. Две грани можно считать будто стоящими на плоскости, параллельной горизонту. Над ними устраивается плоская поверхность (не параллельная горизонту), либо две поверхности, можно плоские либо искривленные, которые образуют их крышку. Обе грани вместе с их крышкой зовутся одной ячейкой. Смежные ячейки, которые имеют в своем основании одну и ту же поверхность, параллельную горизонту, называют рядом.
Оригинальный текст (англ.)
The muqarnas is a ceiling like a staircase with facets and a flat roof. Every facet intersects the adjacent one at either a right angle, or half a right angle, or their sum, or another combination of these two. The two facets can be thought of as standing on a plane parallel to the horizon. Above them is built either a flat surface, not parallel to the horizon, or two surfaces, either flat or curved, that constitute their roof. Both facets together with their roof are called one cell. Adjacent cells, which have their bases on one and the same surface parallel to the horizon, are called one tier. (Ghiyath al-Din Mas’ud al-Kashi. «Key of Arithmetic», Book IV, «On Measurements», chapter «Measuring Structures and Buildings»)

Кроме того, существуют промежуточные элементы, которые соединяют крышки соседних ячеек. Поскольку в основу всех граней ложится одинаковый модуль, все ячейки легко сочетаются между собой.
Ал-Каши различает четыре типа мукарн:
1. простые мукарны,
2. мукарны из штукатурки — оба типа с простыми гранями и крышками,
3. искривлённые мукарны (арки),
4. ширази — где все элементы искривлены.

Считается, что этот тип свода возник в середине X века в северной и восточной частях Ирана почти одновременно и, по-видимому, независимо — в центре Северной Африки.

## Примеры
Самый ранний пример мукарн был обнаружен вблизи Самарры, в мавзолее Шараф ад-Давла (мавзолей Имам Дур). Другие примеры сотового свода — Альгамбра (Гранада), дворец Аббасидов (Багдад), мавзолей султана Каитбея (Египет). Пример росписи на сотовом своде — потолок Палатинской капеллы в Норманнском дворце сицилийских королей в Палермо (ок. 1140).

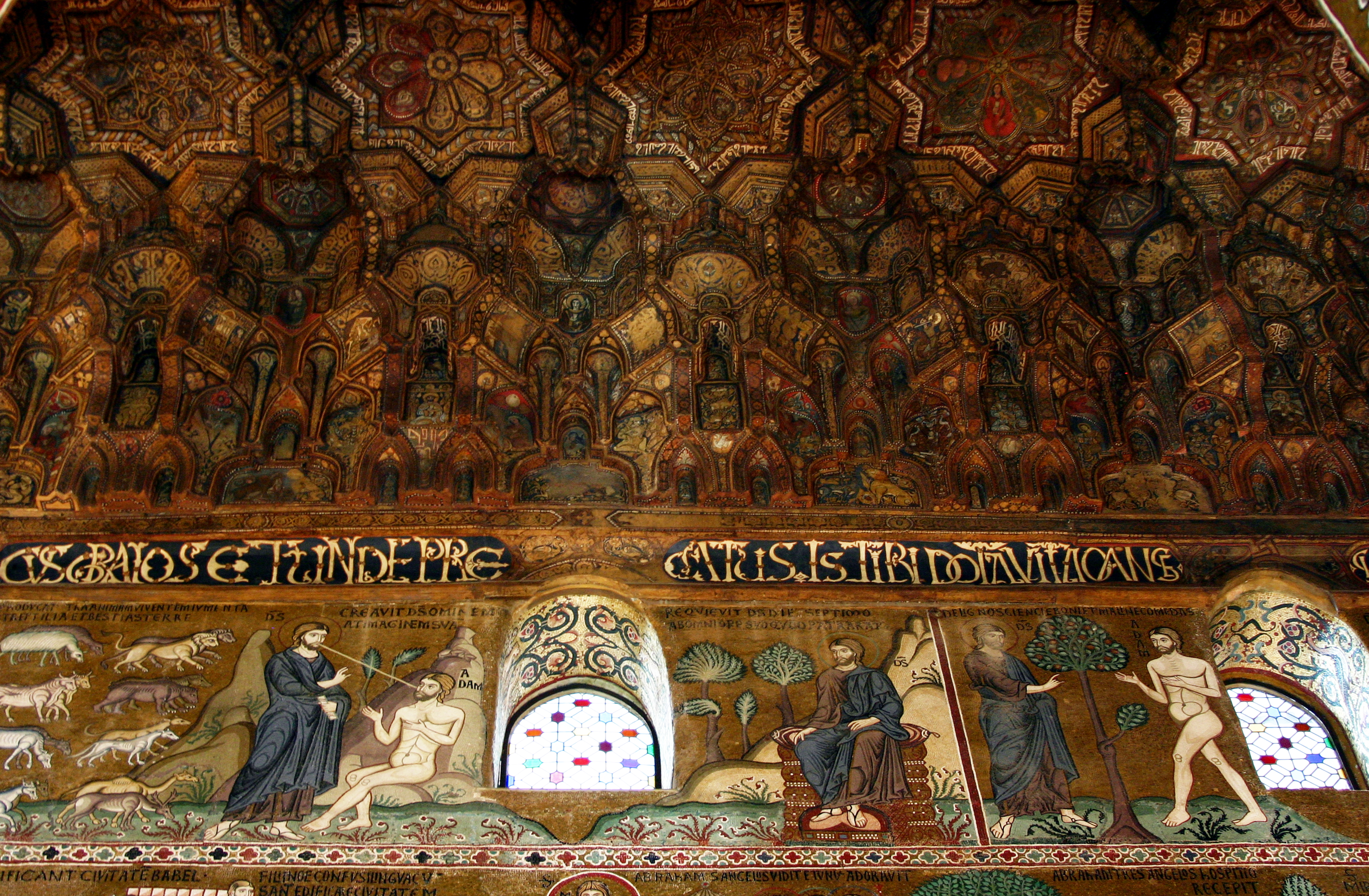
Палатинская капелла в Палермо (Италия), выстроенная по приказу сицилийского короля Рожера II в 1132 году
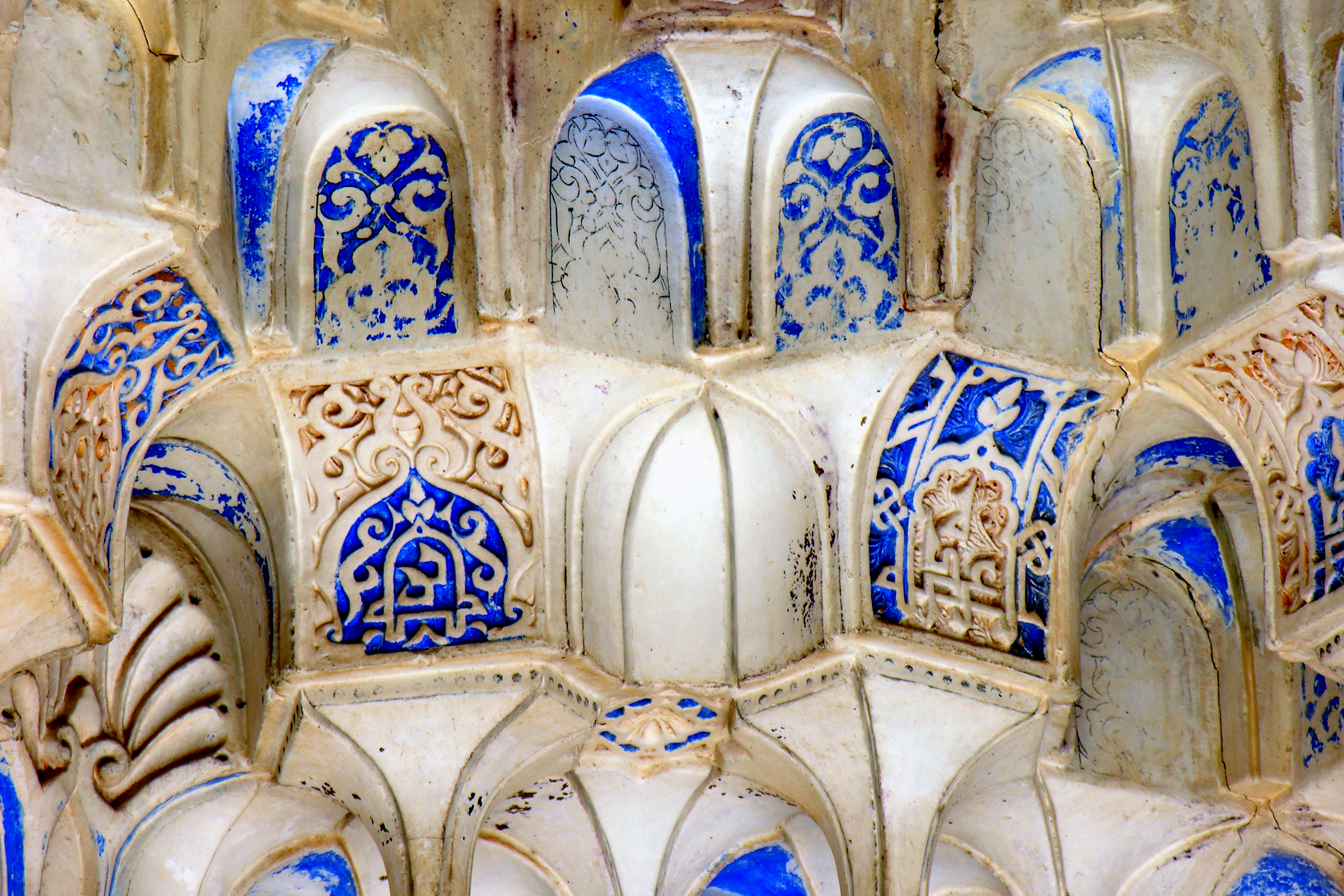
Фрагмент сотового свода в Альгамбре (Испания)
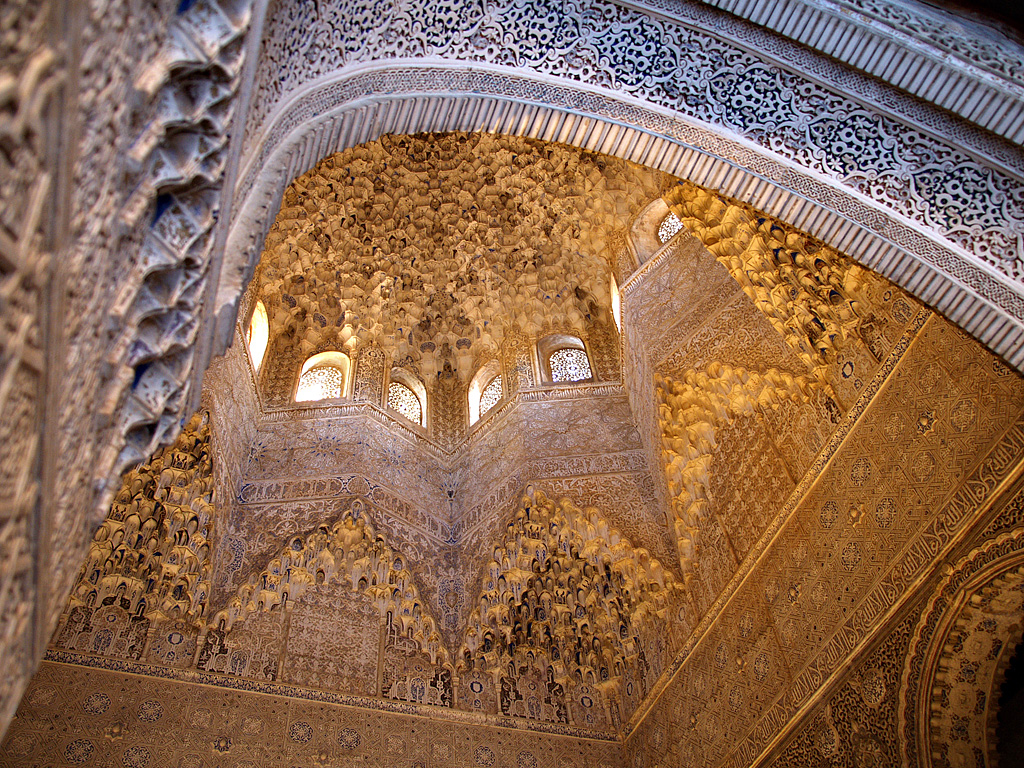
Интерьер зала Абенсерагов в Альгамбре, Испания
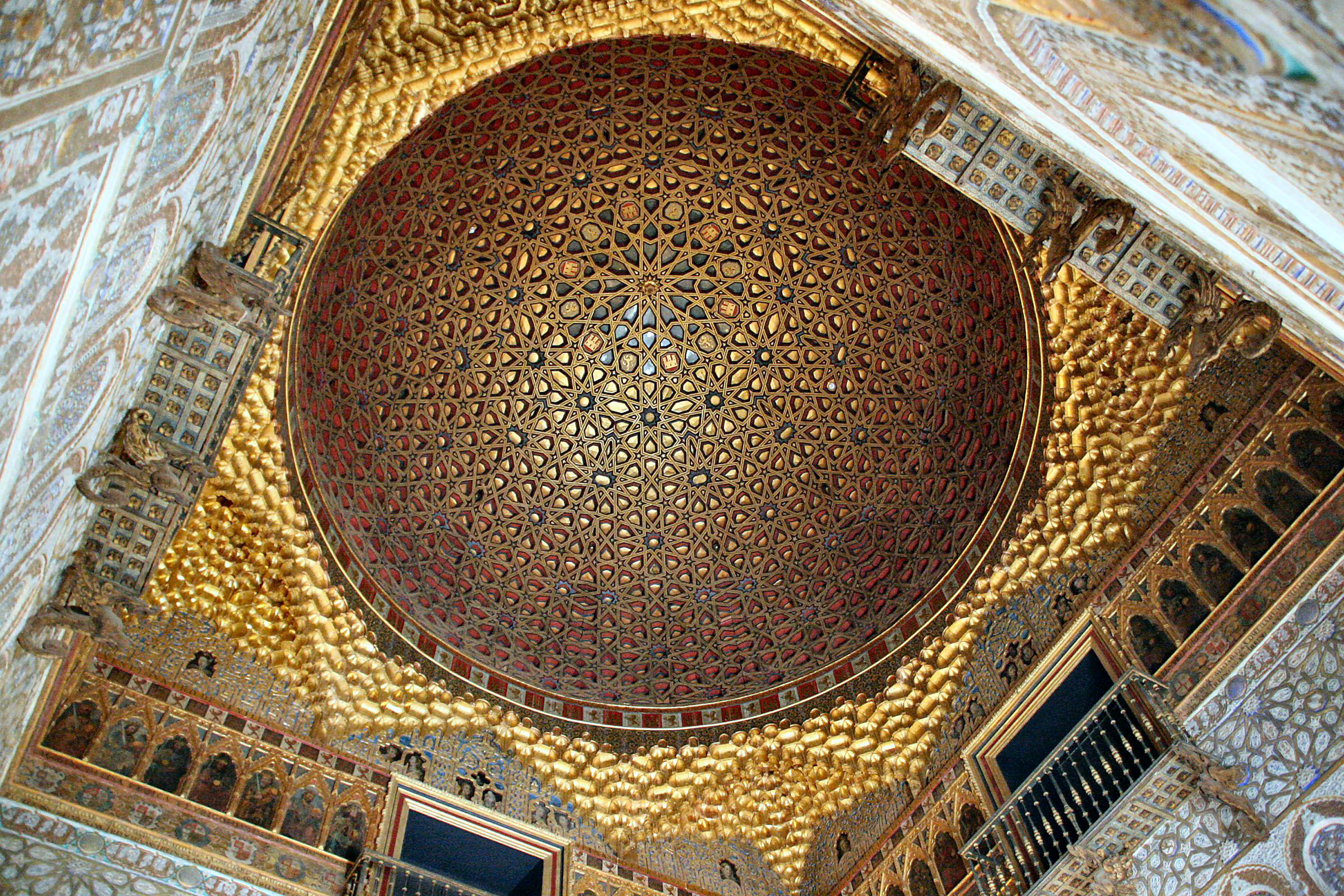
Купол, опирающийся на паруса, сделанные мукарнами. Севилья, Испания
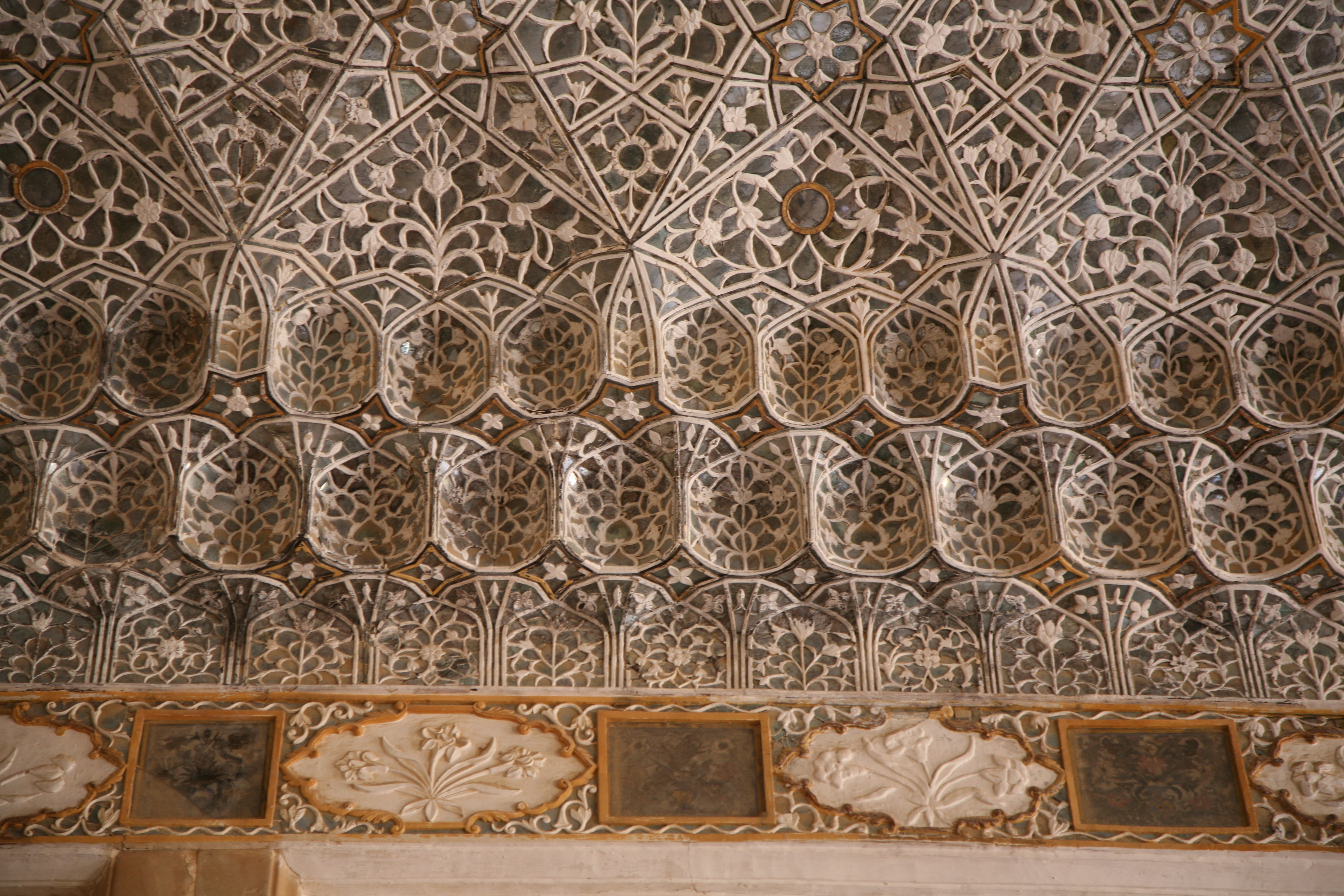
Резиденция раджи Ман Сингха I Амбер (Индия). Зеркальный зал
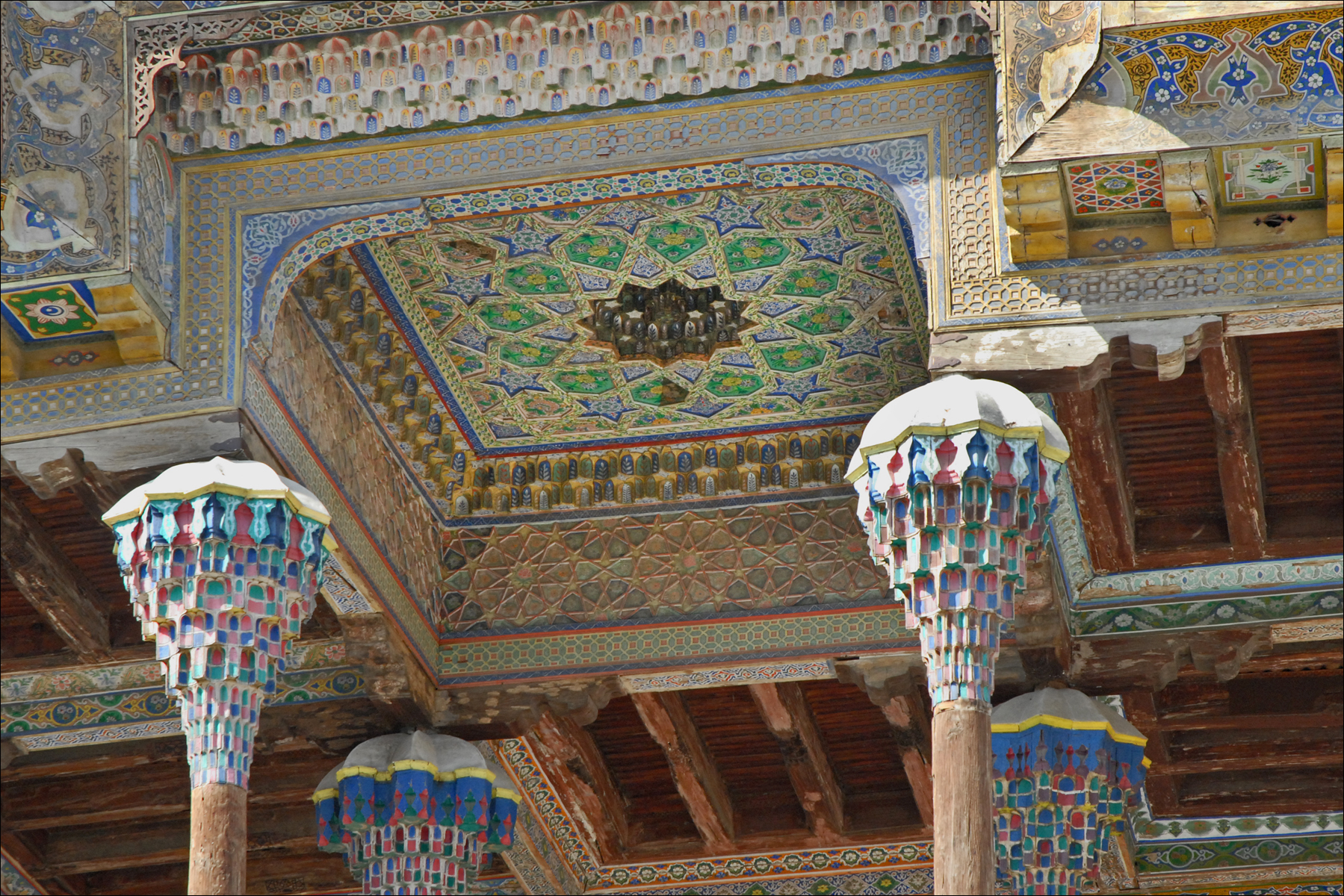
Верхняя часть столбов с мукарнами. Боло-хауз в Бухаре (Узбекистан)